# Nicolás Oroz
Nicolás Adrián Oroz (Villa Mercedes, Argentina, 1 de abril de 1994) es un futbolista argentino que se desempeña como mediocampista izquierdo. Su equipo actual es  Argentinos Juniors de la Liga Profesional Argentina.

## Trayectoria
Nacido en Villa Mercedes, Provincia de San Luis, y habiendo concurrido al colegio Sagrado Corazón de Jesús de la misma localidad, jugó en el club Las Palmas, Colegiales y luego tuvo un breve periodo en Juventud Unida de San Luis.  

### Racing Club
Llegó a Racing Club en su adolescencia, y debutó en primera en la fecha 19 del Torneo Final 2014, ingresando en reemplazo de Roger Martínez, en un partido que La Academia perdió 2 a 1 ante Godoy Cruz. Luego jugó 10 minutos por Copa Argentina 2013-14, entrando desde el banco en reemplazo de nada menos que Diego Milito, donde su equipo salió victorioso 1 a 0 frente a San Martín (SJ). Por el Torneo Transición 2014 jugó en el partido que Racing ganó 2 a 1 a Boca. Contra Atlético Rafaela reemplazó otra vez a Diego Milito en la derrota por 2 a 0. Jugó su quinto partido frente a Olimpo de Bahía Blanca en un empate 1 a 1, donde reemplazó a Luciano Aued. A pesar de jugar sólo 3 partidos, con 20 años se coronó campeón con Racing, el primer título de La Academia en 12 años.

### Chacarita Juniors
En 2016 sin lugar en Racing es cedido por 18 meses sin opción de compra a Chacarita Juniors que buscaba un enganche luego de la partida de Rodrigo Aliendro a Atlético Tucumán. Al principio inició como suplente, pero con la llegada de Walter Coyette, ganó la titularidad desplazando al ídolo del club Damian Manso. Contra Instituto de Córdoba marca el primer gol de su carrera y el primero en la victoria 3 a 0. Su segundo gol fue a Los Andes en cancha de Chacarita. El tercero fue una obra de arte contra Independiente Rivadavia de Mendoza donde eludió a 2 defensores se metió en el arco y eludió al guardavalla rival, fue el primer gol del equipo en la goleada 4-0 contra la "Lepra" Frente a Brown de Adrogué marco su 4.º gol en su carrera dándole la victoria a su equipo revirtiendo un 1-0 abajo para el "Funebrero"'. su quinto gol fue de vuelta contra Instituto después de una mágica jugada de 15 toques en donde "El mago" definió para que el tricolor ganara 3-2, el sexto gol fue hecho a Estudiantes de San Luis después de una buena jugada junto a Rodrigo Salinas, el séptimo ocurrió 2 semanas después contra Villa Dálmine otra vez haciendo una buena jugada con Rodrigo Salinas, convirtiendo el 2-1 parcial de chaca contra los violetas. El octavo gol se lo hizo a Los Andes en 1-1 en San Martín, su 9 y último gol llegó un año después contra Juventud Unida de Gualeguaychu después de una serie de rebotes y le pego desde fuera del área. En el partido de ascenso de Chacarita fue importante ya que generó el penal con el que el tricolor empató el partido contra Argentinos.

### Regreso a Racing
Luego de una gran temporada en Chacarita Jrs, consiguiendo el ascenso tan esperado después de 7 años a Primera, Oroz vuelve a "La Academia", ya que finaliza su préstamo, en busca de nuevas oportunidades. Se le otorga el dorsal número 12. Sin embargo el técnico Diego Cocca nunca lo tuvo en cuenta y más aún después de un partido contra Talleres de Córdoba en el cual recibió la tarjeta roja a los 12 segundos de haber entrado, su partido más destacado fue ante Mitre de Santiago del Estero por la Copa Argentina realizando la asistencia para que Leandro Grimi anotara el 2-1 a favor de Racing y diera vuelta el partido. 
Al asumir Eduardo Coudet este le dijo que le haría una prueba, Nico cansado de que su club que lo vio nacer le diera la espalda decidió salir cedido, con 3 equipos chilenos que lo pretendían,  escogiendo a O'Higgins para seguir su carrera como profesional. En su segunda etapa en el club jugó 3 partidos y dio una asistencia a Leandro Grimi por la Copa Argentina.

### O'Higgins
En 2018, es cedido a la institución chilena por 6 meses en los cuales jugó a un gran nivel marcando 7 goles en 28 partidos por la Primera División chilena y asistiendo en 4 oportunidades. En la Copa de Chile solo juega 2 partidos. Por su tasa de fichaje alta el club no pudo adquirir su ficha y en diciembre de 2018 vuelve a Racing.

### Universidad de Chile
En 2019, nuevamente es cedido por Racing Club, esta vez a Universidad de Chile. En la "U" jugaría 12 partidos anotando 4 goles (2 por el campeonato local en 11 partidos y 2 goles en 1 solo juego).

### Tercera etapa en Racing
En su tercera etapa y con cierta incertidumbre sobre su futuro, le fue comunicado que sería tenido en cuenta por el nuevo técnico de "La Academia": Sebastián Beccacece para la Copa de la Superliga y la Copa Libertadores.

### Al-Wasl F.C.
El atacante de la Academia, nunca se pudo ganar un lugar en el equipo, y salió a préstamo por tercera vez, para emigrar al Al-Wasl Football Club de Emiratos Árabes. Jugó 27 partidos marcando 3 goles y repartió 2 asistencias en el equipo de oriente.

### Voloz NFC
En la temporada 2021-2022 es cedido una vez más a préstamo esta vez al Voloz de Grecia para disputar la Superliga Griega. Jugó 15 partidos y marcó 5 goles sin repartir asistencias. Luego tras una disputa con el entrenador vuelve a Argentina, para recalar una vez más en Racing.

### Cuarta etapa en Racing

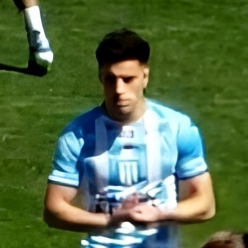
Oroz en Racing (2022)

Ya sin esperanzas de una oportunidad en La Academia vuelve pensando en buscar un nuevo destino pero luego de una charla con el entrenador de Racing, Fernando Gago quien le asegura que será tenido en cuenta extiende su contrato hasta 2024 y se queda en la institución de Avellaneda para disputar la Liga Profesional. Luego de un par de partidos en el banco de suplentes, Gago finalmente lo coloca de titular en el 11 inicia en el partido frente a Arsenal de Sarandí en el Cilindro de Avellaneda, en el que La Academia empata 1-1 con el conjunto de Sarandí. Oroz rendondea una buena actuación.
Luego de varios partidos obteniendo minutos desde el banco, Oroz lograría obtener el Trofeo de Campeones venciendo a Boca Juniors  en la final, partido en el que Nicolás ingresó en el tiempo extra.
El 4 de mayo de 2023 marcaría ante Flamengo por la Copa Libertadores 2023 su primer gol en Racing, de tiro libre, lo que terminó siendo el empate final, luego de estar desde los 25' con un jugador menos, ante el último campeón, y por la tercera fecha del grupo A.

## Estadísticas

### Clubes
Actualizado hasta su último partido disputado el 12 de febrero de 2025.
| Club                         | Div.          | Temporada     | Liga  | Liga  | Liga   | Copas nacionales | Copas nacionales | Copas nacionales | Copas internacionales | Copas internacionales | Copas internacionales | Total | Total | Total  |
| Club                         | Div.          | Temporada     | Part. | Goles | Asist. | Part.            | Goles            | Asist.           | Part.                 | Goles                 | Asist.                | Part. | Goles | Asist. |
| ---------------------------- | ------------- | ------------- | ----- | ----- | ------ | ---------------- | ---------------- | ---------------- | --------------------- | --------------------- | --------------------- | ----- | ----- | ------ |
| Racing Club Argentina        | 1°            | 2013-14       | 1     | 0     | 0      | —                | —                | —                | —                     | —                     | —                     | 1     | 0     | 0      |
| Racing Club Argentina        | 1°            | 2014          | 3     | 0     | 0      | 1                | 0                | 0                | —                     | —                     | —                     | 4     | 0     | 0      |
| Racing Club Argentina        | 1°            | 2017-18       | 2     | 0     | 0      | 2                | 0                | 0                | —                     | —                     | —                     | 4     | 0     | 0      |
| Racing Club Argentina        | 1°            | 2022          | 13    | 0     | 3      | 2                | 0                | 0                | —                     | —                     | —                     | 15    | 0     | 3      |
| Racing Club Argentina        | 1°            | 2023          | 22    | 3     | 1      | 8                | 1                | 0                | 8                     | 1                     | 0                     | 38    | 5     | 1      |
| Racing Club Argentina        | Total club    | Total club    | 41    | 3     | 4      | 13               | 1                | 0                | 8                     | 1                     | 0                     | 62    | 5     | 4      |
| Chacarita Juniors Argentina  | 2°            | 2016          | 20    | 3     | 1      | —                | —                | —                | —                     | —                     | —                     | 20    | 3     | 1      |
| Chacarita Juniors Argentina  | 2°            | 2016-17       | 43    | 7     | 4      | —                | —                | —                | —                     | —                     | —                     | 43    | 7     | 4      |
| Chacarita Juniors Argentina  | Total club    | Total club    | 63    | 10    | 5      | 0                | 0                | 0                | 0                     | 0                     | 0                     | 63    | 10    | 5      |
| C. D. O'Higgins · Chile      | 1°            | 2018          | 30    | 7     | 4      | 2                | 0                | 0                | —                     | —                     | —                     | 32    | 7     | 4      |
| C. D. O'Higgins · Chile      | Total club    | Total club    | 30    | 7     | 4      | 2                | 0                | 0                | 0                     | 0                     | 0                     | 32    | 7     | 4      |
| Universidad de Chile · Chile | 1°            | 2019          | 21    | 2     | 2      | 5                | 2                | 2                | —                     | —                     | —                     | 26    | 4     | 4      |
| Universidad de Chile · Chile | Total club    | Total club    | 21    | 2     | 2      | 5                | 2                | 2                | 0                     | 0                     | 0                     | 26    | 4     | 4      |
| Al-Wasl F. C. · EAU          | 1°            | 2020-21       | 22    | 3     | 0      | 5                | 0                | 2                | —                     | —                     | —                     | 27    | 3     | 2      |
| Al-Wasl F. C. · EAU          | Total club    | Total club    | 22    | 3     | 0      | 5                | 0                | 2                | 0                     | 0                     | 0                     | 27    | 3     | 2      |
| Volos NFC · Grecia           | 1°            | 2021-22       | 18    | 5     | 1      | 2                | 0                | 0                | —                     | —                     | —                     | 20    | 5     | 1      |
| Volos NFC · Grecia           | Total club    | Total club    | 18    | 5     | 1      | 2                | 0                | 0                | 0                     | 0                     | 0                     | 20    | 5     | 1      |
| Argentinos Juniors Argentina | 1°            | 2024          | 24    | 2     | 0      | 16               | 0                | 4                | 4                     | 0                     | 1                     | 44    | 2     | 5      |
| Argentinos Juniors Argentina | 1°            | 2025          | 5     | 1     | 1      | —                | —                | —                | —                     | —                     | —                     | 5     | 1     | 1      |
| Argentinos Juniors Argentina | Total club    | Total club    | 29    | 3     | 1      | 16               | 0                | 4                | 4                     | 0                     | 1                     | 49    | 3     | 6      |
| Total carrera                | Total carrera | Total carrera | 224   | 33    | 17     | 43               | 3                | 8                | 12                    | 1                     | 1                     | 279   | 37    | 26     |
| 1. 2.                        |               |               |       |       |        |                  |                  |                  |                       |                       |                       |       |       |        |

## Palmarés
- Deportista destacado en Villa Mercedes 2014.

### Campeonatos nacionales
| Título                  | Club        | País      | Año  |
| ----------------------- | ----------- | --------- | ---- |
| Primera División        | Racing Club | Argentina | 2014 |
| Trofeo de Campeones     | Racing Club | Argentina | 2022 |
| Supercopa Internacional | Racing Club | Argentina | 2022 |